# سنگ کلیه
بیماری سنگ کلیه (به انگلیسی: urolithiasis) یا (به انگلیسی: Kidney stone disease)، جسم سختی است که از کانی‌های موجود در ادرار تشکیل می‌شود. سنگ کلیه به‌طور معمول در کلیه تشکیل می‌شود و از طریق جریان ادرار از بدن خارج می‌شود. سنگ کوچک ممکن است بدون ایجاد علائم خاصی عبور کند. اگر یک سنگ به میزان بیش از ۵ میلی‌متر (۰٫۲ اینچ) رشد کند، می‌تواند منجر به انسداد مجرای ادراری شود که درد در قسمت پشت و شکم ایجاد می‌کند. این درد که کولیک یا قولنج کلیوی نام دارد، به صورت درد عودکننده‌ای است که هر ۲۰ تا ۶۰ دقیقه تکرار می‌شود. همچنین خون ادراری، استفراغ و ادرار دردناک ممکن است اتفاق افتد.
اکثر سنگ‌ها به دلیل ترکیبی از عوامل ژنتیکی و محیطی شکل می‌گیرند. عوامل خطر شامل کلسیم بالای ادرار، چاقی و کم‌تحرکی، غذاهای خاص، برخی داروها، مکمل‌های کلسیم، هیپرپاراتیروئیدیسم، نقرس و نوشیدن مایعات ناکافی است. سنگ‌ها در کلیه به خاطر غلظت بالای مواد معدنی در ادرار تشکیل می‌شوند. تشخیص معمولاً بر اساس علائم، آزمایش ادرار و تصویربرداری پزشکی است. آزمایش خون همچنین ممکن است مفید باشد. سنگ‌ها به‌طور معمول براساس موقعیت آن‌ها طبقه‌بندی می‌شوند: سنگ کلیه (nephrolithiasis)، سنگ مجاری (ureterolithiasis)، سنگ مثانه (cystolithiasis). طبقه‌بندی دیگر بر اساس ماده‌ای است که سنگ از آن تشکیل می‌شود: اگزالات کلسیم، اسید اوریک، استرویت، سیستین؛ البته اغلب سنگ‌ها از جنس کلسیم اُگزالات هستند.
اغلب بیماران معمولاً در سال‌های اولیهٔ بلوغ جنسی و حداکثر شیوع سنی حدود ۲۸ سالگی مبتلا به سنگ‌های کلیه می‌شوند. به‌طور کلی سنگ‌های کلیه در مردان ۴ برابر زنان است، نسبت مرد به زن ۲ به ۳ است.
بهترین راه درمان برای سنگ کلیه استفاده از سنگ شکن است در این روش بدون هیچ گونه درمان تهاجمی سنگ کلیه شکسته می‌شود و بعد از سه تا چهار جلسه سنگ‌های تا ابعاد ۱۲–۱۵ میلی‌متری شکسته می‌شوند و قابلیت دفع دارد. مشورت با پزشک و همچنین فعالیت‌های ورزشی از قبیل شبیه‌سازی دوچرخه سواری معکوس (خوابیدن به پشت بر روی زمین و رکاب زدن فرضی) کمک شایانی به دفع
سنگ‌های کالیس میانی و تحتانی می‌کند.

## تاریخچه
نخستین گزارش‌های سنگ ادراری احتمالاً مربوط به سنگ‌هایی است که در اسکلت یک مومیایی مصری (۴٬۸۰۰ سال پیش از میلاد مسیح) یافت شده‌است. جراحی‌هایی که برای سنگ ادراری انجام شده‌اند نیز جزو نخستین اعمال جراحی محسوب می‌شوند.

## علایم و نشانه‌ها
نشانهٔ بارز سنگی که باعث انسداد مجرای ادرار شده باشد، درد مبهم و ناگهانی است که از پشت و پهلو به کشالهٔ ران و حتی بیضه‌ها کشیده می‌شود. این درد، به نام کولیک کلیوی، به عنوان یکی از شدیدترین انواع درد شناخته شده‌است و با درد زایمان مقایسه می‌شود. کولیک کلیوی ناشی از سنگ کلیه اغلب با فوریت در ادرار، بی‌قراری، هماچوری، تعریق، حالت تهوع و استفراغ همراه است. مدت درد به‌طور معمول بین ۲۰ تا ۶۰ دقیقه بوده و ناشی از انقباضات پریستالتیک مجرای ادراری است که تلاش می‌کند سنگ را خارج کند.
ارتباط جنینی میان دستگاه ادراری، سیستم تناسلی و دستگاه گوارش، علت ارجاع درد به گونادها (غدد جنسی) و همچنین ایجاد حالت تهوع و استفراغ است. ازوتمی و هیدرونفروز به علت انسداد یک یا هر دو میزنای ممکن است دیده شود.
- سوزش هنگام دفع ادرار
- تغییر رنگ غیرعادی ادرار (صورتی، قرمز یا قهوه‌ای)
- احساس درد شدید در ناحیه پشت، پهلو و لگن
- تکرر ادرار (افزایش تعداد دفعات دفع ادرار)
- کم شدن غیرعادی حجم ادرار
- بدبو شدن ادرار
- حالت تهوع و استفراغ
- بروز علائمی مثل تب و لرز

## تشخیص

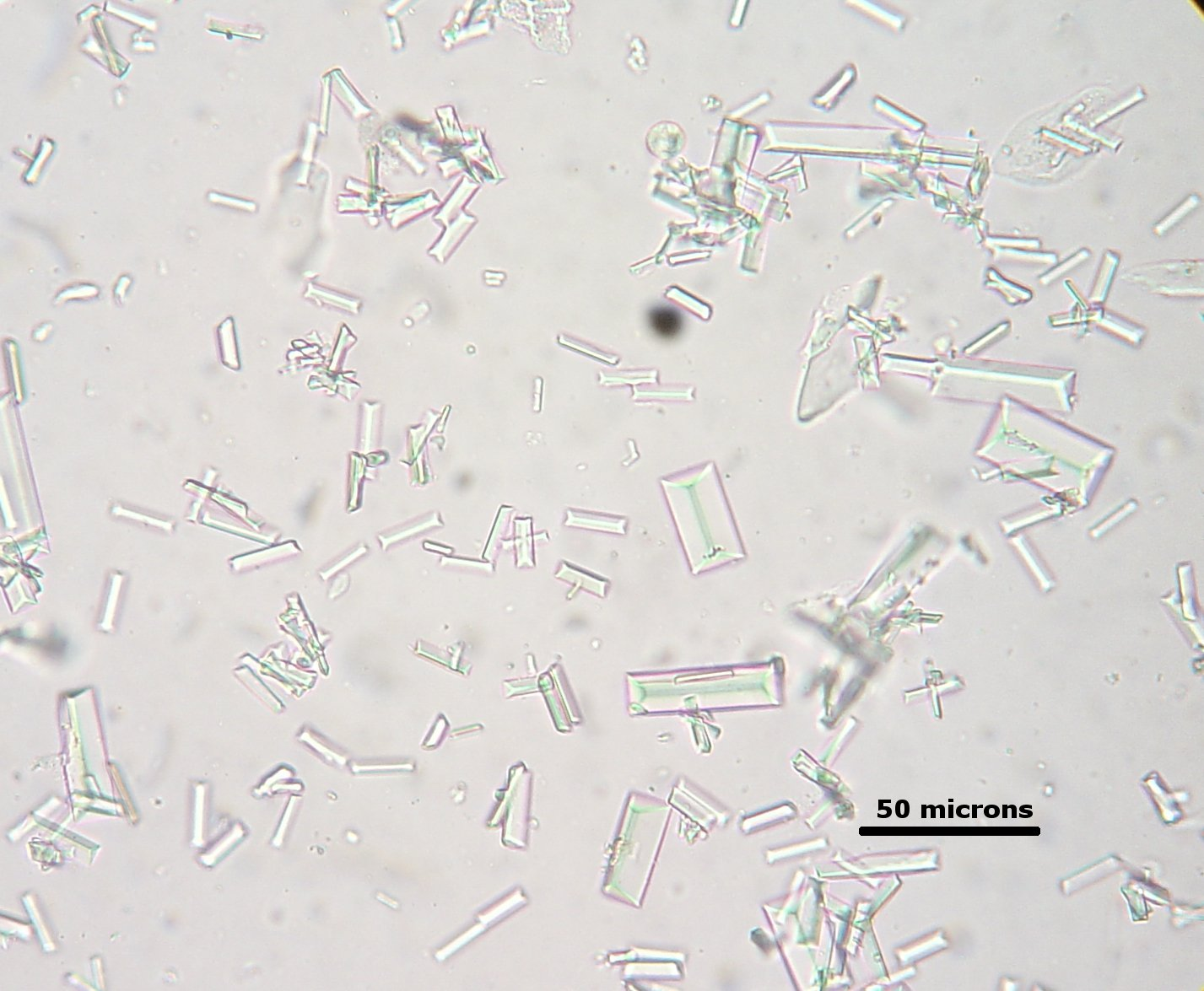
بلورهای ستروویت در آزمایش میکروسکوپی ادرار دیده می‌شود.

## تشخیص[۶]
اگر یک یا چند مورد از علائم ذکر شده را در خود مشاهده می‌کنید، باید به پزشک متخصص اورولوژی مراجعه کنید. پس از انجام آزمایش‌های تخصصی، وجود یا عدم وجود آن، توسط پزشک تشخیص داده شده و سایر اقدامات لازم برای شما تجویز خواهد شد. 

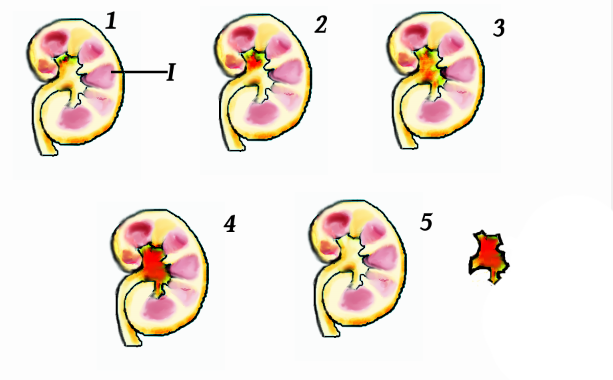
بلورهای کوچک تشکیل شده در کلیه از جنس کلسیم اگزالات به اندازهٔ ۴ تا ۵ میلی‌متر.

## دلایل ایجاد سنگ کلیه
- کمبود مصرف مایعات
- چاقی و کم‌تحرکی
- مصرف بیش از حد پروتئین حیوانی، سدیم و ویتامین ث
- بیماری‌های زمینه‌ای از جمله پرکاری پاراتیروئید (که باعث دفع بیش از حد کلسیم از ادرار می‌شود)، غلظت بالای اگزالات در ادرار (هیپراگزالوری اولیه)، بیماری‌های التهابی روده
- مصرف الکل[۱]

| نوع سنگ کلیه      | شیوع   | شرایط ایجاد                           | رنگ                  | روش مشاهده   | ویژگیها |  |
| ----------------- | ------ | ------------------------------------- | -------------------- | ------------ | --- |  |
| کلسیم اُگزالات     | ۸۰٪    | وقتی ادرار اسیدی است. (pH کاهش یافته) | Black/dark brown     | Radio-opaque | قسمتی از اگزالات در ادرار توسط بدن تولید می‌شود. کلسیم و اگزالات بخشی از رژیم غذایی هستند اما تنها عوامل ایجادکننده سنگ‌های اگزالات کلسیم نیستند. اگزالات غذا در بسیاری از سبزیجات، میوه‌ها و آجیل یافت می‌شود. کلسیم استخوان نیز ممکن است در تشکیل سنگ کلیه نقش داشته باشد. |  |
|                   |        |                                       |                      |              | |  |
| Calcium phosphate | ۵–۱۰٪  | وقتی ادرار قلیایی است (pH بالا)       | سفید کدر             | Radio-opaque | در ادرار قلیایی، به ویژه هنگامی که پروتئوز وجود دارد، محتمل است. |  |
| اسید اوریک        | ۵–۱۰٪  | when urine is persistently acidic     | Yellow/reddish brown | Radiolucent  | رژیم‌های غذایی غنی از پروتئین‌های حیوانی و پورین، پیش‌سازها به‌طور طبیعی در تمام مواد غذایی یافت می‌شود، اما به‌طور ویژه در گوشت اندام‌ها، ماهی و صدف‌های وحشی. |  |
| Struvite          | ۱۰–۱۵٪ | عفونت در کلیه                         | سفید کدر             | Radio-opaque | جلوگیری از سنگ‌های استروویت (struvite) بستگی به در امان ماندن از عفونت دارد. تحقیقات نشان داده که رژیم غذایی بر روی ساخت سنگ‌های راکتی تأثیر نمی‌گذارد. |  |
| سیستین            | 1–2%   | اختلال نادر ژنتیکی                    | Pink/yellow          | Radio-opaque | سیستین، یک اسید آمینه (یکی از بلوک‌های ساختمانی پروتئین) است، از طریق کلیه‌ها و به ادرار نشت می‌یابد و کریستال‌ها را تشکیل می‌دهد. |  |
| گزانتین           |        | شدیداً نادر                            | Brick red            | Radiolucent  | |  |

## توصیه های درمانی به بیماران سنگ کلیه
حمام یا بخار آب گرم و مصرف مایعات در صورت عدم منع مفید است. بیماران با نارسایی کلیوی ونارسایی قلبی   که محدودیت مصرف مایعات دارند باید درمورد میزان مصرف مایعات با پزشک مشورت کنند.  رژیم غذایی بیماران با  توجه به جنس سنگ آنها درنظر گرفته می شود بیمارانی که جنس سنگ آنها اگزالات بوده است باید مصرف موادی که میزان اگزالات ادراری را بالامی برند مثل اسفناج، چای، ریواس، سبوس گندم ، توت فرنگی و شکلات وبادام زمینی را در رژیم غذایی خود کاهش دهند . بیمارانی که جنس سنگ آنها سیستیین است باید مصرف پروتیین را کاهش دهند ومصرف مایعات را افزایش دهند وادرار را قلیایی نگه دارند. بیماران دارای جنس سنگ اسید اوریک باید رژیم غذایی کم پورین داشته باشند ومصرف صدف وقارچ وگوشت را دررژیم غذایی خود کاهش دهند..بیمارانی که سابقه سنگ های کلیوی دارند باید روزانه بین 8 تا 10 لیوان  آب بنوشند،  به این بیماران توصیه می شود برون ده ادراری خود را بیش از 2لیتر در روز نگه دارند(برگرفته از کتاب پرستاری بزرگسالان، بیماری های کلیه ومجاری اداری برونر وسودارث). توصیه می شود با مشاهدهٔ نخستین عفونت ادراری به پزشک مراجعه کنند، هر چند وقت یک بار آزمایش ادرار انجام دهند و مراقب افزایش میزان اوره و کراتینین و نیتروژن اوره خون خود باشند.
داروی گیاهی عصارهٔ اورتیکا، خاصیت ضد التهاب، مدر و آنتی باکتریال دارد و به دفع سنگ کلیه و کاهش التهاب و عفونت دستگاه ادراری کمک می‌کند. مواد مؤثر این عصاره شامل کوئرستین و کافئوئیل مالیک اسید از پیکر رویشی گیاه گزنه است. ترکیب کوئرستین موجود در گزنه، آزادسازی هیستامین از بازوفیل‌ها و ماستوسیت‌ها را کاهش داده و تولید فاکتورهای التهابی TNF-α، IL1-β، نیتریک اکسید و آنزیم‌های دخیل در التهاب مانند سیکلواکسیژناز و لیپواکسیژناز را مهار می‌کند. این عصاره سبب کاهش وزن کلیه و سطح کراتین ادرار شده و موجب برگرداندن سطح pH ادرار به حالت طبیعی می‌شود. همچنین استفاده از این عصاره، ساخت کریستال اگزالات کلسیم و تخریب بافت کلیه را کاهش داده و سبب ساخت مجدد توبول‌ها و گلومرول‌های کلیه می‌شوند. وجود فیتوکمیکال‌های فلاونوئیدها، ساپونین‌ها و آنتوسیانین‌ها در این عصاره، می‌تواند دلیل کاهش ساخت و تشکیل کلسیم و اگزالات در کلیه باشد.
در صورتی که سنگ بزرگ‌تر از یک سانتی‌متر باشد از عمل جراحی استفاده می‌کنند. برای درمان از لیزر، ESWL, TUL، سیستوسکوپی، نفرولیتوتومی و کمولیز استفاده می‌کنند.
هنگام ایجاد درد حاد (اغلب ناشی از گیرکردن سنگ در مجاری) مسکن‌های مخدر و غیراستروئیدی مفید هستند. معمولاً در چنین مواقعی درمان بر اساس انتظار برای دفع سنگ از طریق جریان ادرار است.